# آکیکو موریگامی
آکیکو موریگامی (ژاپنی: 森上亜希子؛ زاده ۱۲ ژانویهٔ ۱۹۸۰) یک تنیس‌باز اهل ژاپن است.